# Cobordismo algébrico
Em matemática, o cobordismo algébrico é um análogo do cobordismo complexo para esquemas quasi-projetivos suaves sobre um campo. Foi introduzido por Marc Levine e Fabien Morel (2001, 2001b).
Uma teoria da cohomologia orientada na categoria de esquemas quasi-projetivos suaves {\displaystyle Sm} sobre um campo {\displaystyle k} consiste em um função contravariante {\displaystyle A*} de {\displaystyle Sm} para anéis graduados comutativos, juntamente com mapas de avanço {\displaystyle f*} sempre que {\displaystyle f:Y\rightarrow X} tem dimensão relativa {\displaystyle d} para alguns {\displaystyle d}. Esses mapas precisam satisfazer várias condições semelhantes às satisfeitas pelo cobordismo complexo. Em particular, eles são "orientados", o que significa aproximadamente que eles se comportam bem em feixes de vetores; isso está intimamente relacionado à condição de que uma teoria da cohomologia generalizada tenha uma orientação complexa.
Sobre um campo da característica 0, o cobordismo algébrico é a teoria da cohomologia de orientação universal para variedades suaves. Em outras palavras, existe um morfismo único das teorias da cohomologia orientada, do cobordismo algébrico a qualquer outra teoria da cohomologia orientada.
Levine (2002) e Levine & Morel (2007) pesquisaram sobre o cobordismo algébrico.
O anel de cobordismo algébrico de variedades de bandeira generalizada foi calculado por Hornbostel & Kiritchenko (2011).